# Saki Niizoe
Saki Niizoe (jap. 新添左季 Niizoe, Saki; * 4. Juli 1996) ist eine japanische Judoka. Sie siegte bei den Asienspielen 2018 und war einmal Einzelweltmeisterin sowie dreimal Mannschaftsweltmeisterin.

## Sportliche Karriere
Saki Niizoe kämpft im Mittelgewicht, der Gewichtsklasse bis 70 Kilogramm. 2015 war sie U21-Asienmeisterin. Ende 2016 gewann sie zunächst den Kodokan Cup und siegte kurz darauf beim Grand-Slam-Turnier in Tokio. Im August 2017 erreichte sie das Finale bei der Universiade in Taipeh und verlor dann gegen die Brasilianerin Barbara Timo. Anfang September siegte sie mit der japanischen Mannschaft bei den Weltmeisterschaften. 2018 gewann sie den Titel bei den Asienspielen in Jakarta mit einem Finalsieg über die Südkoreanerin Kim Seong-yeon.
Im April 2021 siegte Niizoe bei den japanischen Meisterschaften. Bei den Weltmeisterschaften 2021 in Budapest gewann sie erneut den Mannschaftstitel, wobei sie diesmal auch im Finale eingesetzt wurde und die Französin Marie-Ève Gahié bezwang. Im Oktober 2021 gewann Saki Niizoe das Grand-Slam-Turnier in Paris. 2022 unterlag sie im Finale von Paris der Französin Margaux Pinot. Im Juli 2022 gewann Niizoe in Budapest ihren dritten Grand Slam. Im Oktober 2022 erkämpfte Niizoe eine Bronzemedaille bei den Weltmeisterschaften in Taschkent. Im Dezember 2022 gewann Niizoe das Grand-Slam-Turnier in Tokio, im April 2023 folgte der Sieg beim Turnier in Antalya. Im Finale der Weltmeisterschaften in Doha siegte Niizoe gegen die Deutsche Giovanna Scoccimarro. Bei den Olympischen Spielen in Paris belegte Niizoe den siebten Platz im Mittelgewicht. In der Mannschaftswertung erkämpfte das japanische Mixed-Team die Silbermedaille hinter der französischen Mannschaft.